# Se piangi, se ridi
"Se piangi, se ridi" ("Se choras, se ris") foi a canção que representou a Itália no Festival Eurovisão da Canção 1965 que teve lugar em Nápoles em 20 de março de 1965.
A referida canção foi interpretada em italiano por Bobby Solo. Foi a décima-terceira canção a ser interpretada na noite do festival, a seguir à canção portuguesa "Sol de Inverno, cantada por Simone de Oliveira e antes da canção dinamarquesa "For din skyld", interpretada por Birgit Brüel. Terminou em quinto lugar, tendo recebido um total de 15 pontos. No ano seguinte, em 1966, a Itália foi representada por Domenico Modugno que interpretou a canção "Dio, come ti amo".

## Autores
- Letrista: Mogol, Roberto Satti (nome verdadeiro de Bobby Solo)
- Compositor: Gianni Marchetti, Roberto Satti
- Orquestrador: Gianni Ferrio

## Letra
A canção é uma balada de amor, com Solo dizendo à sua amante que eles sente as mesmas coisas que ela por causa da proximidade do seu relacionamento. Como ele confessa na letra "Sempre me lembro do que tu fazes/tu irás ver isso novamente na minha face".

## Outras Versões
- "Si tu pleures, si tu chantes" (em francês
- "Ich sehe dich weinen" (em alemão
- nova versão (italiano) [3:05]
- nova versão, dueto com Little Tony (2003) (Italiano) [3:39]